# Otto Mayrhofer
Otto Mayrhofer (seit den 1950er Jahren Otto Mayrhofer-Krammel; * 2. November 1920 in Wien; † 21. Juni 2024 ebenda) war ein österreichischer Anästhesist und Hochschullehrer als ordentlicher Professor der Anaesthesiologie und Intensivmedizin an der Universität Wien. Er begründete 1951 die Österreichische Gesellschaft für Anästhesiologie.

## Leben
Otto Mayrhofer, Sohn von Angela Mayrhofer, geborene Grazer (Tochter eines Geschäftsmannes aus Wien), und Karl Mayrhofer (aus einer niederösterreichischen Land- und Gastgewerbefamilie stammend), der ein Technikstudium wegen des Kriegs hat nicht beenden können, zog nach der Scheidung seiner Eltern um 1927 mit seiner Mutter und seiner zwei Jahre jüngeren Schwester nach Baden bei Wien, wo die Eltern seiner Mutter lebten. Er besuchte dort die Volksschule und das Gymnasium, an dem er 1938 maturierte. Seine Mutter heiratete wieder. Im Herbst 1938 begann er seinen Wehrdienst in der Luftwaffe. Er begann im Zweiten Weltkrieg, noch während des Wehrdienstes und hingewiesen auf die Möglichkeit dazu von seinen ehemaligen Mitschüler Otto Kraupp, am 2. Januar 1940 ein in Trimester eingeteiltes Studium der Medizin in einer gerade gegründeten Studentenkompanie an der Universität Wien. Während des Krieges war er insbesondere in der Unfallchirurgie tätig. Im Dezember 1944 wurde er in Wien zum Dr. med. univ. promoviert und begann seine ärztliche Tätigkeit in einem Luftwaffenlazarett in Brünn. Im Mai 1945 kam er, festgenommen von Amerikaner, in Gefangenschaft. Er kehrte im Sommer desselben Jahres zurück und wurde im Herbst 1945 Assistenzarzt am Pathologischen Institut in Wien.
Im Jahr 1946 heiratete er und begann eine Tätigkeit an der 2. Chirurgischen Universitätsklinik in Wien, zunächst als unbezahlter Hilfsarzt bei Wolfgang Denk. Mayrhofer, der 1947 dem Anästhesieprofessor Stuart Cullen (Mitglied einer aus den Vereinigten Staaten angereisten und über chirurgische Fortschritte informierenden Gruppe, der die Intubationsnarkose mit Verwendung von Curare als Mittel zur Muskelerschlaffung demonstrierte) als Dolmetscher zugeteilt wurde, trat daraufhin im September 1947 ein von Denk, der die Thoraxchirurgie voranbringen wollte, vermitteltes Stipendium in England an, bei dem Mayrhofer die Narkose mit künstlicher Beatmung erlernen sollte. Nach diesem halbjährigen Aufenthalt in Großbritannien brachte er den ersten Narkoseapparat, ausgestattet mit Beatmungsbeutel zur künstlichen Beatmung der mit Curare atemgelähmten Patienten, von England nach Österreich,  und spezialisierte sich auf Anästhesiologie, wobei er ab Juli 1949 eine zweijährige Ausbildung in den USA am New Yorker Columbia Presbytarian Medical Center anschloss, dort 1950 den Titel Fellow of the American College of Anesthesiologists erhielt und damit Österreichs erster diplomierter Anästhesist war. Otto Mayrhofer und seine Schwester wurden in den frühen 1950er Jahren adoptiert, woraus der Doppelname Mayrhofer-Krammel resultiert. Mit seinen Kollegen hatte Mayrhofer die im Vergleich zu einer Beatmung über eine Atemmaske sicherere Intubation schließlich in Österreich eingeführt. Im Jahr 1951 führte er mit M. Haßfurter nach Tier- und Selbstversuchen das kurzwirkende Muskelrelaxans Succinylbischolin in die Klinik ein, das, unter dem Namen Lysthenon, das nur aufwendig herstellbare Curare ablöste. Mayrhofer gehörte auch zu denjenigen, die 1951 die Österreichische Gesellschaft für Anaesthesiologie gründeten und 1952 die Anerkennung der Anästhesie als eigenständiges Fach in Österreich erreichten, wie das wenig zuvor auch schon in den angelsächsischen Ländern geschah. Otto Mayrhofer-Krammel wurde Dozent, 1961 außerordentlicher Professor und Vorstand des neu gegründeten Instituts für Anästhesiologie der Universität Wien. 1967 wurde daraus ein Ordinariat und die im Allgemeinen Krankenhaus Wien eingerichtete Klinik für Anästhesiologie und Allgemeine Intensivmedizin. Im Oktober 1991 wurde er emeritiert und lebte in Baden (Niederösterreich).
Mayrhofer war Mitherausgeber des ersten deutschsprachigen Anästhesie-Lehrbuchs, das zuerst 1955 erschien.
Er war 1952 Mitgründer und Mitherausgeber (mit Rudolf Frey, Werner Hügin) der Zeitschrift Der Anaesthesist, die im Springer-Verlag erscheint. 1972 wurde er in Kyoto für vier Jahre zum Präsidenten des Weltbundes der Anästhesie-Gesellschaften gewählt.
1985 wurde er zum Mitglied der Deutschen Akademie der Naturforscher Leopoldina gewählt.
Er war Ehrenmitglied zahlreicher Fachgesellschaften für Anästhesie, Mitglied der Österreichischen Akademie der Wissenschaften, mehrfacher Ehrendoktor (DDDr. med. h.c.; Szeged, Reims und Poznań) und erhielt das Goldene Ehrenzeichen für Verdienste um das Land Wien, das Große Silberne Ehrenzeichen für Verdienste um die Republik Österreich und das Österreichische Ehrenkreuz für Wissenschaft und Kunst.
Mayrhofer-Krammel starb am 21. Juni 2024 im Alter von 103 Jahren in Wien.

## Veröffentlichungen (Auswahl)
- mit K. Hassfurter: Kurzwirkende Muskelerschlaffungsmittel, Selbstversuche und klinische Erprobung am narkotisierten Menschen. In: Wiener klinische Wochenschrift. Band 63, 1951, S. 885 ff.
- als Hrsg. mit Rudolf Frey und Werner Hügin: Lehrbuch der Anaesthesiologie und Wiederbelebung. Springer Verlag, Berlin / Basel / Wien 1955; 2. Auflage Berlin / Heidelberg / New York 1971; 6. Auflage ebenda 1991.
- Die endotracheale Narkose. In: Rudolf Frey, Werner Hügin, Otto Mayrhofer (Hrsg.): Lehrbuch der Anaesthesiologie und Wiederbelebung. Springer Verlag, Berlin / Basel / Wien 1955; 2. Auflage Springer, Berlin / Heidelberg / New York 1971; 6. Auflage ebenda 1991.
- als Hrsg.: Kohlenhydrate in der Infusionstherapie: Grundlagen und neue Aspekte. Springer, 1978.
- Gedanken zum 150. Geburtstag der Anästhesie. In: Der Anaesthesist. Band 45, 1996, S. 881–993.
- Wie der Operationssaal seine Schrecken verlor. Maudrich 2005 (Erinnerungen).